# 微分・積分
微分・積分（びぶん・せきぶん）は、1982年（昭和57年）度から施行された高等学校学習指導要領において、極限の概念を理解させるとともに、微分法・積分法の概念や法則についての理解を深め、簡単な初等的な関数の範囲でそれらを活用する能力を養うことを目的とした数学の科目の一つである。1989年（平成元年）の指導要領改訂に伴い廃止された。

## 目標
極限の概念を理解させるとともに、微分法・積分法の概念や法則についての理解を深め、簡単な初等的な関数の範囲でそれらを活用する能力を養う。

## 内容
本節の出典は。
1. 極限
  1. 数列の極限 - 無限等比級数を取り扱う程度
  2. 関数値の極限
  3. 用語、記号：収束、発散、∞
2. 微分法とその応用 - 平均値の定理に触れることは差し支えないが、その際は直観的に取り扱い、関数値の増減と導関数との関連を明らかにすることにとどめる
  1. 導関数
    1. 関数の積・商の微分法
    2. 合成関数・逆関数の微分法 - y=xk(kは有理数)といった程度の簡単な関数を取り扱うものとする
    3. 三角関数の導関数
    4. 指数関数・対数関数の導関数

  2. 導関数の応用
    1. 接線、関数値の増減、速度、加速度など

  3. 用語、記号：自然対数(e)、第二次導関数、変曲点
3. 積分法とその応用
  1. 積分法
    1. 積分の意味
    2. 簡単な置換積分法・部分積分法 - 置換積分法は{\displaystyle ax+b=t}、x=a sinθと置き換える程度にとどめ、また、部分積分法については、簡単な関数について一回の適用で結果が得られるものにとどめる
    3. いろいろな関数の積分

  2. 積分の応用
    1. 面積、体積、道のりなど
    2. 微分方程式の意味 - {\displaystyle dy/dx=ky}の程度の微分方程式を解くことを含む

## 以降の課程との関連
2012年度から施行された課程の数学IIIとは、以下の点で異なる。
- 簡単な微分方程式がこの科目には扱われている
- 現行課程では分数式は数学IIIであるが、この課程では分数式は数学Iで履修済みであった。
- 現行課程の二次曲線はこの課程では代数・幾何で扱われた。
- 現行課程の複素数平面はこの課程ではまったく扱われなかった。

2003年度から施行された「数学III」には大体相当する。ただし、微分方程式などは発展的な内容とされるなど、一部の内容は削除・発展的な内容とされている。また、現行の「数学III」では分数関数・無理関数・逆関数といった関数に関する内容も追加されている点でも異なる（従来は「数学I」）。